# لوکاس دیاس (بازیکن فوتبال، زاده ۱۹۹۹)
لوکاس دیاس (انگلیسی: Lucas Dias؛ زادهٔ ۲۲ مهٔ ۱۹۹۹) بازیکن فوتبال اهل فرانسه است.
از باشگاه‌هایی که در آن بازی کرده‌است می‌توان به باشگاه فوتبال نیم المپیک اشاره کرد.